# Elizabeth Magie
Elizabeth Magie   (Macomb, 9 de maig de 1866 - comtat d'Arlington, 2 de març de 1948), també coneguda com a Lizzie Magie, va ser una dissenyadora de jocs estatunidenca i georgista.
Va ser la inventora de "The Landlord's Game" ["El joc del propietari"], precursor del Monopoly, per a il·lustrar els ensenyaments de l'era progressista de l'economista Henry George.

## Vida i ocupació
Elizabeth J. Magie va néixer a Macomb, Illinois, el 1866. Era filla de Mary Jane (de soltera Ritchie) i James K. Magie, un editor de diaris i abolicionista que va acompanyar Abraham Lincoln mentre viatjava per Illinois a finals de la dècada de 1850 debatent política amb Stephen Douglas.
Després de traslladar-se a la zona de D.C. i Maryland a principis de la dècada de 1880, va treballar com a taquígrafa i mecanògrafa a la Dead Letter Office. També va ser escriptora de contes i poesia, còmica, actriu de teatre i enginyera. Amb 26 anys, Magie va patentar una nova invenció que permet que el paper passi més fàcilment pels rodets, fet que va facilitar el procés d'escriptura a màquina. En aquell moment, les dones tenien menys de l'un per cent de totes les patents. També va treballar com a reportera de notícies el 1906. El 1910, amb 44 anys, es va casar amb Albert Wallace Phillips. No van tenir fills.

## Activisme polític
Magie va ser una activista feminista i defensora del georgisme, reflectint les creences polítiques del seu pare. James Magie la va introduir a l'escriptura de l'economista Henry George, específicament el llibre Progress and Poverty. El georgisme és una ideologia econòmica que defensa que la població és propietària d'allò que ha creat; en canvi, tot el que ha creat la natura pertany per igual a tothom. Sovint s'associa amb la creació d'un impost universal únic sobre el valor de la terra basat en la utilitat, la mida i la ubicació de la terra que serveixi per finançar el govern, i els diners sobrants es reparteixen entre la gent. Molts líders polítics progressistes de l'època van donar suport a aquesta perspectiva econòmica perquè animava la població a conrear la terra, redistribuïa la riquesa a persones de baix nivell socioeconòmic, erradicava la idea que la riquesa i el valor monetari de la terra pertany als terratinents i permetia a la població posseir tot el valor i els beneficis de les seves creacions. Aquesta creença es va convertir en la base del seu joc conegut com a The Landlord's Game, que pretenia promoure els seus ideals.
Magie creia en la igualtat de capacitat entre dones i homes per inventar i treballar en els negocis i altres àrees professionals. Per tal de visibilitzar les lluites de les dones als Estats Units, va comprar un anunci i va intentar subhastar-se com una “jove esclava americana” que buscava un marit que la posseís. Aquest anunci pretenia mostrar la posició de les dones i els negres al país, posant èmfasi en el fet que les úniques persones que eren realment lliures eren els homes blancs. L'anunci que Magie va publicar es va estendre ràpidament a través de les columnes de notícies i xafarderies arreu del país. Magie es va fer un nom com una orgullosa feminista.

## The Landlord's Game(El joc del propietari)
Magie va crear el seu joc, conegut com The Landlord's Game (el joc del propietari) mentre vivia a Brentwood, Maryland. El 1903 va sol·licitar una patent a l'Oficina de Patents dels EUA per al joc i se li va concedir la patent dels EUA 748.626 el 5 de gener de 1904. Va rebre la seva patent abans que les dones poguessin votar legalment.
The Landlord's game va ser dissenyat per demostrar els efectes negatius econòmics del monopoli de la terra i l'ús de l'impost sobre el valor de la terra com a solució. Originalment, l'objectiu del joc era simplement obtenir riquesa. En les següents patents, el joc es va desenvolupar per tenir dos escenaris diferents: un era el monopoli (conegut com a Monopoly) on l'objectiu era posseir indústries, crear monopolis i guanyar forçant els altres a abandonar les seves indústries i l'altre la configuració antimonopolista (coneguda com a Prosperity) on l'objectiu era crear productes i interactuar amb els oponents.
El 1906 es va traslladar a Chicago i juntament amb altres georgistes van formar l'Economic Game Co per autopublicar l'edició original de The Landlord's Game. El 1910, els Parker Brothers van publicar el seu joc de cartes humorístic Mock Trial. Aleshores, el Newbie Game Co. d'Escòcia va adaptar i patentar The Landlord's Game com "Bre'r Fox i Bre'r Rabbit"; tanmateix, no hi havia cap prova que el joc estigués realment protegit per la patent britànica.
Ella i el seu marit es van traslladar de nou a la costa est dels EUA i van patentar una versió revisada del joc el 1924, va rebre la patent 1.509.312. Com que la seva patent original havia caducat el 1921, això es va veure com un intent per mantenir el control sobre el seu joc, que s'estava jugant en algunes universitats on els estudiants feien les seves pròpies còpies. El 1932, la seva segona edició de The Landlord's Game va ser publicada per l'Adgame Company de Washington, D.C. Aquesta versió incloïa tant el Monopoly com el Prosperity.
Magie també va desenvolupar altres jocs com Bargain Day i King's Men el 1937 i una tercera versió de The Landlord's Game el 1939. A Bargain Day, els compradors competeixen entre ells en uns grans magatzems; King's Men és un joc d'estratègia abstracta.

## Monopoly
El joc de Magie es va popularitzar al nord-est dels Estats Units. Estudiants universitaris de Harvard, Columbia i la Universitat de Pensilvània feien les seves pròpies còpies del joc. Tres dècades després que el 1904 s'inventés The Landlord's Game, Parker Brothers va publicar una versió modificada, coneguda com a Monopoly. Charles Darrow va reivindicar la idea com a pròpia, afirmant que va inventar el joc al seu soterrani. Magie es va pronunciar en contra d'ells i va denunciar que ella havia guanyat només 500 dòlars amb la seva invenció i no havia rebut cap crèdit per a Monopoly.
El gener de 1936, va aparèixer una entrevista amb Magie en un diari de Washington D.C., en la qual criticava els Parker Brothers. Magie va parlar amb els periodistes sobre les similituds entre Monopoly i The Landlord's Game. Després de les entrevistes, Parker Brothers va acceptar publicar-li dos jocs més, però va continuar donant a Darrow el crèdit per inventar el joc.
Darrow va ser conegut com l'inventor del Monopoly fins que Ralph Anspach va descobrir les patents de Magie. Anspach era un professor d'economia que el 1973 va començar una llarga batalla legal contra els Parkers Brothers pel seu joc Anti-monopoli. Mentre investigava el cas, va descobrir les patents i la seva investigació es va convertir en part de l'expedient judicial. Magie ha rebut crèdit a títol pòstum per un dels jocs de taula més populars.

## Mort
Magie va morir el 1948. Va ser enterrada al cementiri dels jardins de Columbia amb el seu marit Albert Wallace Phillips, qui havia mort el 1937. En la seva mort, no se li va donar crèdit per l'impacte que havia tingut en la comunitat dels jocs de taula i la cultura americana.

## Llegat
Va ser només després de la seva mort que l'impacte que Magie va tenir en molts aspectes de la cultura i la vida nord-americana es va començar a apreciar. En primer lloc, va ajudar a popularitzar el joc de taula circular. La majoria dels jocs de taula de l'època eren lineals; un joc de taula circular que es concentrava a interactuar tant socialment com competitivament amb els oponents era una idea nova. El seu joc de taula no només va establir les bases i la inspiració per al Monopoly, sinó que també va difondre els principis georgistes, el valor de la repartició de la riquesa i la nocivitat dels monopolis (aquest aspecte del seu joc estava absent de la versió de Darrow de Monopoly).
També va contribuir a la lluita pels drets de les dones i dels negres, educant altres sobre aquests conceptes i publicant material polític als diaris.[2]